# Sidi Ameur (M'Sila)
Sidi Ameur (em árabe: سيدي عامر) é uma cidade e comuna localizada na província de M'Sila, Argélia. Segundo o censo de 2008, a população total da cidade era de 21 623 habitantes.